# Моффат (округ, Колорадо)
Шаблон:StateAbbr_ 40°37′ пн. ш. 108°12′ зх. д. / 40.61° пн. ш. 108.2° зх. д.
Округ Моффат (англ. Moffat County) — округ (графство) у штаті Колорадо, США. Ідентифікатор округу 08081.

## Історія
Округ Моффат був утворений 27 лютого 1911 року шляхом відділення західної частини округа Роутт.

## Демографія
За даними перепису
2000 року
загальне населення округу становило 13184 осіб, зокрема міського населення було 9613, а сільського — 3571.
Серед мешканців округу чоловіків було 6836, а жінок — 6348. В окрузі було 4983 домогосподарства, 3576 родин, які мешкали в 5635 будинках.
Середній розмір родини становив 3,05.
Віковий розподіл населення поданий у таблиці:
| Стать    | До 15 років | 15-21 | 22-29 | 30-39 | 40-49 | 50-65 | 65-85 | Понад 85 |
| -------- | ----------- | ----- | ----- | ----- | ----- | ----- | ----- | -------- |
| Чоловіки | 1601        | 764   | 667   | 947   | 1264  | 1060  | 492   | 41       |
| Жінки    | 1437        | 612   | 604   | 922   | 1149  | 924   | 586   | 114      |

## Суміжні округи
- Світвотер, Вайомінг — північ
- Карбон, Вайомінг — північ
- Роутт — схід
- Ріо-Бланко — південь
- Юїнта, Юта — захід
- Даггетт, Юта — захід